# Jaime Pilowsky
Jaime Hernán Gonzalo Pilowsky Greene (Viña del Mar, 3 de diciembre de 1965) es un abogado y político chileno del Partido Demócrata Cristiano. En 2013 fue elegido como diputado por el Distrito N.°24 correspondiente a las comunas de La Reina y Peñalolén en la Región Metropolitana.

## Biografía
Hijo de Jaime Raúl Pilowsky González y Alicia Isabel Greene Lasnibat. Está casado con María Loreto Salgado Poehlmann y es padre de Mikaela.
Estudió en la escuela N.°75 y en el colegio subvencionado Rubén Castro, en Viña del Mar. Ingresó a la Escuela de Derecho de la Pontificia Universidad Católica de Chile donde fue dirigente universitario. Es Máster en Administración (MBA) de la Universidad Jesuita de Comillas en Madrid. Obtuvo el Diploma de Estudios Avanzados (DEA) en Gobierno y Administración Pública en el Instituto Ortega y Gasset de la Universidad Complutense de Madrid; y se especializó en Derecho Constitucional en el Centro de Estudios Políticos y Constitucionales de Madrid.
Se desempeñó como abogado del Directorio de Metro de Santiago y ejerció como docente en la Universidad Alberto Hurtado. Fue director Nacional del Programa Beca Presidente de la República durante el gobierno de los presidentes Patricio Aylwin y Eduardo Frei Ruiz-Tagle. Entre 2003-2006 fue jefe de gabinete de la Subsecretaría de Obras Públicas. Entre 2006 y 2007 ejerció la misma labor con el ministro de Interior, Belisario Velasco.
Fue Secretario Ejecutivo en la Asociación Chilena de Municipalidades y entre los años 2011 y 2013 se desempeñó como administrador municipal de Peñalolén.
Se presentó como candidato a diputado en las elecciones parlamentarias de 2013 por el distrito 24 de La Reina y Peñalolén, donde consiguió la primera mayoría. Fue integrante de las comisiones permanentes de Seguridad Ciudadana; Vivienda, Desarrollo Urbano y Bienes Nacionales; Deportes y Recreación (fue su presidente durante 2014) y presidió la comisión de Defensa Nacional durante año 2015. Presidió la Comisión Investigadora por la apropiación indebida de fondos derivados de la Ley Reservada del Cobre (2016) y la Comisión del Fraude en Carabineros (2017). En 2017 decidió no presentarse a la reelección.

## Historial electoral

### Elecciones parlamentarias de 2013
- Elecciones parlamentarias de 2013, a Diputado por el distrito nº24 (La Reina y Peñalolén)[1]